# Тришкино
Три́шкино — деревня в составе Семьянского сельсовета в Воротынском районе Нижегородской области.

## Географическое положение
Деревня Тришкино расположена в южной части Воротынского района в 4 км к юго-западу от села Кекино на левобережье реки Урга в 29 км от районного центра Воротынца и в 19 км от Семьян.